# Kevon Pierre
Kevon Pierre (Trinidad y Tobago, 30 de marzo de 1982) es un atleta trinitense, especialista en la prueba de relevos 4 x 100 m, con la que ha logrado ser subcampeón mundial en 2005.

## Carrera deportiva
En el Mundial de Helsinki 2005 ganó la medalla de plata en los relevos 4 x 100 metros, con un tiempo de 38.10 segundos (récord nacional de su país), tras los franceses y por delante de los británicos, siendo sus compañeros de equipo: Marc Burns, Jacey Harper y Darrel Brown.